# José-Manuel Gonçalvès
 (juillet 2025).
José-Manuel Gonçalvès, né le 16 février 1962 à Vila Franca de Xira (Portugal), est un directeur artistique et commissaire d’exposition français. Il est, pendant 15 ans, le directeur général et artistique du Centquatre-Paris.

## Biographie
Né au Portugal, José-Manuel Gonçalvès s’installe en France où il suit un parcours universitaire en sciences sociales et en arts. De 1988 à 1990, il prépare un diplôme des Hautes Études en pratiques sociales à l’Université Lyon 2. Il s’inscrit ensuite en licence d’études théâtrales à l’Université Sorbonne Nouvelle - Paris 3, avant de poursuivre un DESS de développement culturel à l’Université de Rouen.

## Parcours professionnel

### Débuts
Il commence sa carrière à Roanne, où il fonde La Maison de la Péniche, une friche artistique qu’il dirige jusqu’en 1991. Il poursuit ensuite comme directeur général du Centre culturel Boris Vian et du cinéma Jacques Prévert aux Ulis (1991–1997), où il développe une programmation pluridisciplinaire ancrée dans le territoire[réf. souhaitée].
De 1997 à 2000, il est conseiller pour les arts de la scène et des performances artistiques à l’AFAA (Association française d’action artistique), devenu Institut français, organisme de diffusion de la culture française à l’international.

### La Ferme du Buisson (2000–2010)
En 2000, il prend la direction de La Ferme du Buisson, scène nationale de Marne-la-Vallée. Il y développe une politique artistique orientée vers la création contemporaine en résidence, le croisement des disciplines et l’expérimentation.
Il crée et aménage plusieurs espaces dédiés à ces objectifs, dont la Halle, l’Abreuvoir et le Caravansérail. En 2002, en partenariat avec Arte, il cofonde le festival Temps d’images, consacré aux croisements entre arts visuels et arts de la scène. Il lance également les Nuits curieuses, festival nocturne pluridisciplinaire, et les Abreuvoirs à musiques, rendez-vous mensuels autour des musiques actuelles[réf. souhaitée].

### Le Centquatre-Paris (2010-2025)
En 2010, il est nommé directeur général et artistique du Centquatre-Paris, établissement culturel et artistique de la Ville de Paris situé dans le 19e arrondissement. Il quitte ses fonctions en septembre 2025.

### Autres missions et engagements
Depuis 2015, il est directeur artistique et culturel du Grand Paris Express, en charge de la conception et de la coordination du projet culturel associé aux futures gares du métro. Le cluster qu’il a constitué avec différents partenaires est chargé, pour les huit années à venir, de la programmation, de la mise en œuvre et de l’animation du projet culturel élaboré par la Société des grands projets[réf. souhaitée].
Il est également directeur artistique de la Nuit Blanche à Paris en 2014 et 2015, où il introduit de nouvelles formes de participation citoyenne et imagine un "musée permanent dans l’espace public".